# Божурово (област Разград)
Вижте пояснителната страница за други значения на Божурово.
Божурово е село в Североизточна България, област Разград, община Кубрат.

## Забележителности
Според официалните данни на НАИМ към БАН в землището на селото са разкрити осем археологически обекта с национално значение – надгробните могили в местностите „Ченге корусу“, „Дюсчал“, „Йордекли“ и „Меамо орман“, а също така и Селищна могила в източния край на селото.

## Личности
- Йордан Кръстев - дългогодишен селски кмет през социалистическия период.
- Бекир Афузов - секретар на БКП в селото през социалистическия период.

## Редовни събития
- 1 май – селски събор
- 12 май – международен фолклорен фестивал „Божурите“.[4]

## Спорт
Местният футболен отбор се нарича „Реал“. Най-доброто постижение на отбора е 6-о място в А областна футболна група (Разград) през сезон 2014/2015.

## Галерия
- Отчитане на социалистическо съревнование в Божурово, 1956
- Възпоменателна среща на учредители на основаното през 1950 ТКЗС – Божурово
- Партийно посещение, водено от Христофор Иванов в местната кравеферма, между 1973 и 1977 г.